# Кларкстон (Джорджія)
Кларкстон (англ. Clarkston) — місто (англ. city) в США, в окрузі Декальб штату Джорджія. Населення — 14 756 осіб (2020).

## Географія
Кларкстон розташований за координатами 33°48′39″ пн. ш. 84°14′27″ зх. д. / 33.81083° пн. ш. 84.24083° зх. д. (33.810829, -84.240867).  За даними Бюро перепису населення США в 2010 році місто мало площу 2,83 км², з яких 2,81 км² — суходіл та 0,02 км² — водойми. В 2017 році площа становила 4,72 км², з яких 4,69 км² — суходіл та 0,04 км² — водойми.

## Демографія
Згідно з переписом 2010 року, у місті мешкали 7554 особи в 2602 домогосподарствах у складі 1670 родин. Густота населення становила 2668 осіб/км².  Було 2883 помешкання (1018/км²).
Расовий склад населення:
| - 58,4 % — чорних або афроамериканців - 21,6 % — азіатів - 13,6 % — білих - 0,2 % — корінних американців - 2,1 % — осіб інших рас |

До двох чи більше рас належало 4,1 %. Частка іспаномовних становила 2,8 % від усіх жителів.
За віковим діапазоном населення розподілялося таким чином: 28,8 % — особи молодші 18 років, 67,2 % — особи у віці 18—64 років, 4,0 % — особи у віці 65 років та старші. Медіана віку мешканця становила 29,5 року. На 100 осіб жіночої статі у місті припадало 97,2 чоловіків;  на 100 жінок у віці від 18 років та старших — 92,3 чоловіків також старших 18 років.
Середній дохід на одне домашнє господарство  становив 40 647 доларів США (медіана — 34 287), а середній дохід на одну сім'ю — 38 683 долари (медіана — 32 359). Медіана доходів становила 23 086 доларів для чоловіків та 32 031 долар для жінок. За межею бідності перебувало 40,1 % осіб, у тому числі 57,5 % дітей у віці до 18 років та 14,4 % осіб у віці 65 років та старших.
Цивільне працевлаштоване населення становило 5018 осіб. Основні галузі зайнятості: виробництво — 18,7 %, роздрібна торгівля — 15,4 %, освіта, охорона здоров'я та соціальна допомога — 14,7 %, науковці, спеціалісти, менеджери — 14,4 %.